# Golden (песня Huntr/x)
«Golden» — песня, исполненная Ejae, Одри Нуной и Рей Ами под псевдонимом Huntr/x в роли персонажей вымышленной женской K-pop группы Huntr/x в анимационном музыкальном фэнтези-фильме 2025 года «KPop Demon Hunters». Она была выпущена 4 июля 2025 года лейблом Republic Records вторым синглом из альбома саундтреков KPop Demon Hunters к фильму «Кейпоп-охотницы на демонов».
«Golden» получила положительные отзывы критиков за текст и запоминающуюся композицию. Помимо общего успеха саундтрека к фильму, песня достигла первого места в чарте Billboard Global 200 и попала в чарты более чем 20 стран, заняв первое место в Великобритании, США, Австралии, Германии, Малайзии, Новой Зеландии, Норвегии, Сингапуре, Швеции, Южной Корее и Тайване, а также войдя в десятку лучших в более чем десятке других стран.

## История
Анимационный музыкальный фэнтези-фильм «KPop Demon Hunters» вышел на Netflix 20 июня 2025 года. Фильм рассказывает о вымышленной женской K-pop группе Huntr/x, состоящей из участниц Руми, Миры и Зои, чьи голоса исполняют Ejae, Одри Нуна и Рей Ами соответственно. В тот же день вышел альбом с саундтреками к фильму, четвёртым треком которого стала песня «Golden».
После успеха песни лейбл Republic Records официально выпустил её синглом 4 июля 2025 года вместе с инструментальной версией и версией а капелла. Также было объявлено, что песня «Golden» будет представлена на конкурсе. Billboard отметил, что «после взрывного роста популярности саундтрека на стриминговых сервисах на второй неделе, Republic поторопились добиться попадания песни „Golden“ в топ-40 радиостанций» 8 июля 2025 года. Председатель совета директоров Republic Records Джим Роппо заявил, что они также обсуждают «возможные ремиксы» песни «с участием некоторых известных ремиксеров».

## Отзывы
Дебашри Датта из Rolling Stone India назвала песню «заразительным электропоп-треком», отметив, как она фокусируется на предназначении персонажей, «а также отражает мысли Руми и сложность их роли. Тематически „Golden“ изображает их рост как хранителей человечества». Аналогичным образом, Анджела Гарсия из журнала SLUG Magazine отметила эту песню, наряду с «Your Idol», как энергичные треки с «заразительными мелодиями». Сара Кэри из That Hashtag Show описала её как страстно эмоциональную песню, которую слушатели «слушают, когда [им] нужно напомнить [себе], кто [они] такие».
В обсуждении Billboard успеха «Golden» по сравнению с другими песнями саундтрека Джейсон Липшуц посчитал, что это «понятная» траектория как «выдающийся хит саундтрека», поскольку это «объединяющий гимн для Huntr/x с парящими мелодиями и захватывающим дух вдохновением». Липшуц объяснил, что «песня стала олицетворением феномена KPop Demon Hunters в виде отдельной песни, как крайне позитивного, музыкально неоспоримого образца поп-песен; она была задумана как хит в вымышленном мире фильма, но оказалась достаточно сильной, чтобы стать таковой и в реальном мире». Эбби Вебстер прокомментировала, что «Golden» является явным «центральным элементом саундтрека, и также отлично балансирует между поп-музыкой и повествовательным написанием песен». Она заявила, что это «действительно эмоционально удовлетворяющая песня» независимо от того, смотрели ли вы фильм по ней, хотя она «становится сильнее, если вы его смотрели».
Крис Моланфи из Slate назвал песню «искусно созданной вдохновляющей поп-песней» и отметил, что, хотя «парение» было «клише», но «парение — это то, о чём буквально говорится в песне „Golden“, как в её музыкальной структуре, так и в тексте припева». Моланфи также описал «Golden» как «песню коронации American Idol или диснеевскую песню „Я хочу…“, пропущенную через машину K-pop, гимн расширения прав и возможностей, созданный для того, чтобы фанаты могли ассоциировать себя с ним как индивидуально, так и парасоциально — важная тема, проходящая через фильм „KPDH“, в котором поклонники поп-звёзд — их самый ценный актив». Он высказал мнение, что «Golden» и остальная часть саундтрека к фильму спасли нас «от лета нашей тоски», внеся поп-сюрприз в и без того застойный музыкальный ландшафт 2025 года, «засоренный устаревшими пережитками 2024 года», и в то же время в чартах доминирует «сонная, церковная баллада Алекса Уоррена „Ordinary“».

### Награды и номинации
| Год  | Награда              | Категория | Результат | Ссылка |
| ---- | -------------------- | --------- | --------- | ------ |
| 2025 | K-World Dream Awards | Best OST  | Ожидается | [ 11 ] |

## Коммерческий успех
Помимо успешного саундтрека к фильму, «Golden» добился индивидуального коммерческого успеха по всему миру, попав в различные национальные чарты и собрав миллионы прослушиваний. В течение недели с 19 июля 2025 года он занял первое место как в Billboard Global 200, так и в Billboard Global Excl. US (и 2 августа).
В США песня достигла первой позиции в чарте синглов Billboard Hot 100. Billboard отметил, что это стало важной вехой в нескольких категориях, поскольку Huntr/x стали первыми в США, кто достиг первого места «среди женских коллективов из трёх или более участниц» после Destiny’s Child с песней «Bootylicious» в 2001 году, первыми вымышленными артистами, достигшими первого места после «We Don’t Talk About Bruno» в 2022 году, а «Golden» стала девятой песней, связанной с корейской поп-музыкой, покорившей Hot 100, а также «первой песней с участием женщин-вокалисток». Vulture подчеркнул, что эти восемь других песен K-pop были либо песнями BTS (6 чарттопперов в 2020—2021: «Savage Love»; «Dynamite»; «Life Goes On»; «Butter»; «Permission to Dance»; «My Universe»), либо сольными песнями участников BTS (два чарттоппера: «Seven» от Jung Kook и «Like Crazy» от Jimin).
В Великобритании песня достигла первой позиции в чарте синглов UK Singles Chart, став всего лишь второй песней K-pop в истории, которая достигла такого результата после «Gangnam Style» (2012).

## Чарты

### Еженедельные чарты
| Чарт (2025)                              | Высшая позиция |
| ---------------------------------------- | -------------- |
| Австралия (ARIA)                         | 1              |
| Австрия (Ö3 Austria Top 40)              | 2              |
| Канада (Billboard Canadian Hot 100)      | 2              |
| Чехия (Singles Digitál Top 100)          | 7              |
| Финляндия (Suomen virallinen lista)      | 17             |
| Франция (SNEP)                           | 45             |
| Германия (GfK)                           | 1              |
| (Мир Global 200, Billboard)              | 1              |
| Греция (IFPI)                            | 15             |
| Гонконг (Hong Kong Songs, Billboard)     | 2              |
| Венгрия (Single Top 40)                  | 18             |
| Ирландия (IRMA)                          | 5              |
| Япония (Billboard Japan)                 | 15             |
| Литва (AGATA)                            | 23             |
| Люксембург (Billboard)                   | 2              |
| Малайзия (Official Malaysia Chart, IFPI) | 1              |
| Малайзия (International, RIM)            | 1              |
| Нидерланды (Dutch Top 40)                | 29             |
| Нидерланды (Single Top 100)              | 12             |
| Новая Зеландия (Recorded Music NZ)       | 1              |
| Норвегия (IFPI Norge)                    | 1              |
| Перу (Billboard)                         | 25             |
| Филиппины Philippines (IFPI)             | 4              |
| Филиппины (Philippines Hot 100)          | 2              |
| Польша (Polish Streaming Top 100)        | 18             |
| Сингапур (RIAS)                          | 1              |
| Словакия (Singles Digitál Top 100)       | 17             |
| Республика Корея (Circle)                | 1              |
| Швеция (Sverigetopplistan)               | 1              |
| Швейцария (Schweizer Hitparade)          | 8              |
| Китайская Республика (Billboard)         | 1              |
| Великобритания (OCC UK Singles)          | 1              |
| США (Billboard Hot 100)                  | 1              |
| США (Billboard Adult Pop Airplay)        | 30             |
| США (Billboard Pop Airplay)              | 19             |

## Сертификации
| Регион                                                                      | Сертификация | Продажи |
| --------------------------------------------------------------------------- | ------------ | ------- |
| Канада (Music Canada)                                                       | Платиновый   | 80 000  |
| Новая Зеландия (RMNZ)                                                       | Золотой      | 15 000  |
| Данные о продажах + прослушиваниях приведены только на основе сертификации. |              |         |